# Chris Whitaker (écrivain)
Pour les articles homonymes, voir Whitaker.
Chris Whitaker, né à Londres, est un romancier britannique, auteur de roman policier.

## Biographie
Chris Whitaker a travaillé dix ans comme trader financier. 
En 2016, il publie son premier roman, Tall Oaks. Avec son troisième roman paru en 2020, We Begin at the End, il est lauréat du Gold Dagger Award 2021 et du prix Ned-Kelly 2021 du meilleur roman international.

## Œuvre

### Romans
- Tall Oaks (2016)
- All The Wicked Girls (2017)
- We Begin at the End (2020) publié en français sous le titre The Duchess (2022)
- The Forevers (2021)
- All the Colors of the Dark (2024) publié en français sous le titre Toutes les nuances de la nuit (2025)

## Prix et distinctions

### Prix
- Gold Dagger Award 2021 pour We Begin at the End[1]
- Prix Ned-Kelly 2021 du meilleur roman international pour We Begin at the End[2]

### Nominations
- Ian Fleming Steel Dagger 2021 pour We Begin at the End[1]
- Prix Barry 2022 du meilleur roman  pour We Begin at the End[3]
- Prix Macavity 2022 du meilleur roman pour We Begin at the End[4]
- Prix Macavity 2025 du meilleur roman pour All the Colors of the Dark[4]